# Mimegralla incompleta
Mimegralla incompleta är en tvåvingeart som först beskrevs av Frey 1958. Mimegralla incompleta ingår i släktet Mimegralla och familjen skridflugor.
Artens utbredningsområde är Myanmar. Inga underarter finns listade i Catalogue of Life.